# Xã Tennessee, Quận McDonough, Illinois
Xã Tennessee (tiếng Anh: Tennessee Township) là một xã thuộc quận McDonough, tiểu bang Illinois, Hoa Kỳ. Năm 2010, dân số của xã này là 336 người.